# Mikael Nyqvist
Mikael Nyqvist, właśc. Rolf Åke Mikael Nyqvist, również Michael Nyqvist (ur. 8 listopada 1960 w Sztokholmie, zm. 27 czerwca 2017 tamże) – szwedzki aktor,  występował w roli Mikaela Blomkvista, bohatera popularnej trylogii Stiega Larssona, w Polsce znanej pod tytułem Millennium. Okazjonalnie grywał także w hollywoodzkich produkcjach takich jak Mission: Impossible – Ghost Protocol (2011) jako Kurt Hendricks „Cobalt” czy John Wick (2014) jako Viggo Tarasov.

## Życiorys

### Wczesne lata
Urodził się w Sztokholmie. Jako dziecko został adoptowany z sierocińca, jego biologiczny ojciec był Włochem. Spędził dzieciństwo jak większość szwedzkich chłopców – grał w hokej i piłkę nożną. W wieku 17 lat zamieszkał na rok w Omaha w stanie Nebraska, w Stanach Zjednoczonych, w ramach wymiany szkolnej. Tam dostał swoją pierwszą małą rolę – w dramacie Arthura Millera Śmierć komiwojażera. Po powrocie do Szwecji został przyjęty do szkoły baletowej, ale po roku dowiedział się, że balet nie będzie dla niego odpowiedni.

### Kariera
W wieku dziewiętnastu lat został przyjęty na studia aktorskie w Academic School of Drama w Malmö. Następnie związał się ze Sweden’s Royal Theatre Group. Zagrał też w kilku produkcjach telewizyjnych, w tym jako model w Kamraterna (1982) i miniserialu Döda danskar räknas inte (1994) jako Henrik.
Znalazł się w obsadzie przygodowej komedii familijnej Jim & piraterna Blom (1987) u boku Stellana Skarsgårda. Popularność przyniosła mu rola Johna Bancka w serialu Beck (Beck – Lockpojken, 1997–98). Stał się znany dzięki roli Karla-Erika w filmie Personkrets 3:1 (Personkrets 3:1, 1998). Z kolei uznanie krytyków zyskał rolą Rolfa, męża Elisabeth w komediodramacie Lukasa Moodyssona Tylko razem (Tillsammans, 2000).
W 2002 zagrał Bennyego Söderströma w produkcji Facet z grobu obok (Grabben i graven bredvid), która przyniosła mu statuetkę Złotego Żuka (Guldbagge) w kategorii „Najlepszy aktor”. Kolejną nominację do tej nagrody zyskał kreacją Daniela Daréusa, międzynarodowej sławy dyrygenta, który po załamaniu nerwowym, wraca do swojego domu rodzinnego, w nominowanym do Oscara komediodramacie Jak w niebie (Så som i himmelen, 2004).
Największą popularność przyniosła mu rola dziennikarza śledczego Mikaela Blomkvista w miniserialu na podstawie trylogii kryminalnej Millennium Stiega Larssona. Wystąpił w jej szwedzkiej adaptacji Millennium: Dziewczyna, która igrała z ogniem (2009), Millennium: Mężczyźni, którzy nienawidzą kobiet (Män som hatar kvinnor, 2009) i Millennium: Zamek z piasku, który runął (Luftslottet som sprängdes, 2009). W 2010 serial wyróżniono nagrodą Emmy dla najlepszej produkcji telewizyjnej. Zagrał kontrowersyjną postać Paula Schäfera w dramacie Colonia (2015) z Emmą Watson i Danielem Brühlem.
Został dwukrotnie wybrany jako „Najseksowniejszy człowiek w Szwecji”. Był związany z The Royal Dramatic Theatre.

## Życie prywatne
W młodości miał obsesję na punkcie odnalezienia swoich biologicznych rodziców, a w autobiografii Just After Dreaming (Nar Sig Barnet Lagt) opisał swoje dzieciństwo. W końcu spotkał swoją matkę, która miała szwedzkie pochodzenie i swojego biologicznego ojca, który był farmaceutą.
W 1990 ożenił się ze scenografką Cathariną Marią Louise (z domu Ehrnrooth), z którą miał dwoje dzieci: córkę Ellen (ur. 1991) i syna Arthura (ur. 1996).
Zmarł 27 czerwca 2017 w Sztokholmie w wieku 56 lat na raka płuc.

## Filmografia
- 1999 Breaking Out
- 2000 Tylko razem
- 2001 Hem ljuva hem (Home Sweet Home)
- 2001 Hans och hennes (Making Babies)
- 2002 Facet z grobu obok
- 2002 Możemy być bohaterami
- 2003 Föräldramötet (film krótkometrażowy)
- 2003 Drobiazgi
- 2004 Dzień i noc
- 2004 Jak w niebie
- 2004 London Voodoo
- 2005 Wallander – Mastermind
- 2005 Skuggvärld
- 2005 Bang Bang Orangutang
- 2005 Drzwi obok (Naboer)
- 2005 Moje matki (Äideistä parhain)
- 2006 Sök
- 2006 Underbara älskade
- 2007 Templariusze. Miłość i krew (Arn – Tempelriddaren)
- 2007 Black Pimpernel
- 2008 Iscariot
- 2008 Kautokeino-opprøret
- 2008 Arn – Riket vid vägens slut
- 2009 Flickan som lekte med elden
- 2009 Änglavakt
- 2009 Millennium: Mężczyźni, którzy nienawidzą kobiet (Män som hatar kvinnor)
- 2010 Kobieta, która pragnęła mężczyzny jako Johan
- 2011 Porwanie
- 2011 Mission: Impossible – Ghost Protocol
- 2012 Disconnect
- 2013 Raport z Europy
- 2014 The Girl in the Book
- 2014 John Wick
- 2016 Colonia
- 2018 Ocean ognia

## Nagrody i nominacje
| Rok  | Nagroda                                     | Kategoria                      | Film                                                   | Rezultat  |
| ---- | ------------------------------------------- | ------------------------------ | ------------------------------------------------------ | --------- |
| 2000 | Międzynarodowy Festiwal Filmowy w Gijón     | Najlepszy aktor                | Tylko razem (Tillsammans, 2000)                        | Wygrana   |
| 2001 | Guldbagge Awards                            | Najlepszy aktor drugoplanowy   | Tylko razem (Tillsammans, 2000)                        | Nominacja |
| 2003 | Guldbagge Awards                            | Najlepszy aktor                | Facet z grobu obok (Grabben i graven bredvid, 2002)    | Wygrana   |
| 2004 | Chicago International Film Festival         | Silver Hugo                    | Dzień i noc (Dag och natt, 2004)                       | Wygrana   |
| 2004 | San Francisco Fearless Tales Genre Fest     | Najlepszy aktor                | London Voodoo (2004)                                   | Wygrana   |
| 2005 | Guldbagge Awards                            | Najlepszy aktor                | Jak w niebie (Så som i himmelen)                       | Nominacja |
| 2006 | Guldbagge Awards                            | Najlepszy aktor drugoplanowy   | Moje matki (Äideistä parhain, 2005)                    | Nominacja |
| 2006 | Jussi Awards                                | Najlepszy aktor drugoplanowy   | Moje matki (Äideistä parhain, 2005)                    | Nominacja |
| 2008 | Film by the Sea International Film Festival | Grand Acting Award             | –                                                      | Wygrana   |
| 2011 | Nagroda Emmy                                | Najlepszy występ               | Millennium: Mężczyźni, którzy nienawidzą kobiet (2010) | Nominacja |
| 2012 | MTV Movie Award                             | Najlepsza walka z Tomem Cruise | Mission: Impossible – Ghost Protocol (2011)            | Nominacja |
| 2016 | Deutscher Filmpreis                         | Najlepszy aktor drugoplanowy   | Colonia (2015)                                         | Nominacja |
| 2017 | Guldbagge Awards                            | Najlepszy aktor drugoplanowy   | Den allvarsamma leken (2016)                           | Wygrana   |